# Raymond Le Peletier de Rosanbo
Pour les autres membres de la famille, voir Famille Le Peletier.
Alain-Marie-Raymond-Louis-Henri Le Peletier, marquis de Rosanbo, né le 21 octobre 1864 à Paris et mort le 16 décembre 1916 à Mesnard-la-Barotière, est un militaire et homme politique français.

## Biographie
Arrière-petit-fils de Louis Lepeletier de Rosanbo, il suivit la carrière militaire et fut officier de cavalerie. En 1895, il quitta l'armée pour se consacrer à l'exploitation de ses terres.
Conseiller général du canton de Plestin-les-Grèves et maire de Lanvellec, il est élu député des Côtes-du-Nord en 1903, dès le premier tour de scrutin. Il obtient sa réélection en 1906, mais est battu en 1910.
Le marquis de Rosanbo incarna à la Chambre la défense de la religion, de la patrie et des libertés. Il se montra hostile à la suppression de l'enseignement congréganiste et à la séparation de l'Église et de l'État, et critiqua le projet du ministère Combes lors du vote de la loi du 9 décembre 1905.

## Distinction
- Chevalier de la Légion d'honneur (29 décembre 1916)[1]

## Citation
« La franc-maçonnerie a travaillé en sourdine mais d’une manière constante à préparer la Révolution… Nous sommes donc parfaitement d’accord sur ce point que la maçonnerie a été le seul auteur de la Révolution, et les applaudissements que je recueille de la gauche, et auxquels je suis peu habitué, prouvent, messieurs, que vous reconnaissez avec moi qu’elle a fait la Révolution française. » Marquis de Rosanbo, chambre des députés de Paris, session du 1er juillet 1904 « Nous faisons plus que le reconnaître, nous le proclamons ! » réponse de M. Jumel.

## Publications
- Réminiscences : Combourg, une vieille demeure de Chateaubriand, 1899